# Phomopsis mangrovei
Phomopsis mangrovei är en svampart som beskrevs av K.D. Hyde 1991. Phomopsis mangrovei ingår i släktet Phomopsis och familjen Diaporthaceae.   Inga underarter finns listade i Catalogue of Life.